# Municipio de Anderson (Dakota del Norte)
El municipio de Anderson (en inglés: Anderson Township) es un municipio ubicado en el condado de Barnes en el estado estadounidense de Dakota del Norte. En el año 2010 tenía una población de 52 habitantes y una densidad poblacional de 0,56 personas por km².

## Geografía
El municipio de Anderson se encuentra ubicado en las coordenadas 47°2′15″N 98°15′58″O / 47.03750, -98.26611. Según la Oficina del Censo de los Estados Unidos, el municipio tiene una superficie total de 93.64 km², de la cual 92,74 km² corresponden a tierra firme y (0,96 %) 0,9 km² es agua.

## Demografía
Según el censo de 2010, había 52 personas residiendo en el municipio de Anderson. La densidad de población era de 0,56 hab./km². De los 52 habitantes, el municipio de Anderson estaba compuesto por el 100 % blancos. Del total de la población el 0 % eran hispanos o latinos de cualquier raza.